# Annibale Omodei
Carlo Giuseppe Annibale Omodei (Cilavegna, 17 aprile 1779 – Milano, 23 gennaio 1840) è stato un medico italiano che visse e operò principalmente a Milano tra il XVIII e XIX secolo.

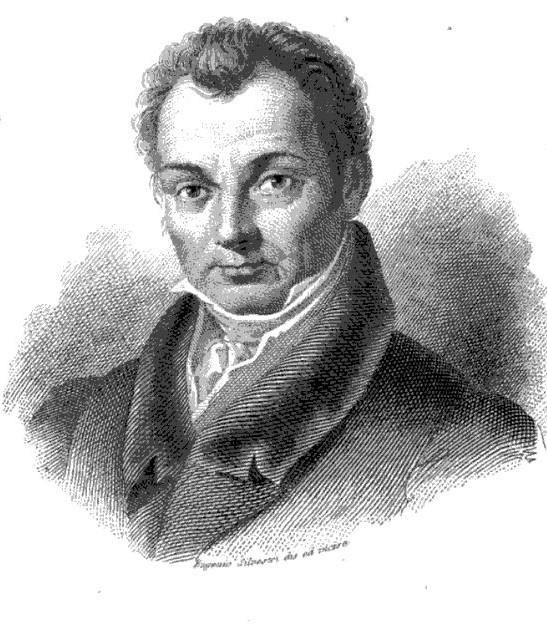
Ritratto di Annibale Omodei da Cenni biografici sul dottor Annibale Omodei di Carlo Ampelio Calderini

Insieme a Giovanni Strambio e Angiolo Nespoli fu uno dei primi medici italiani a promuovere l'utilizzo dello stetoscopio.

## Biografia

### Istruzione
Nato a Cilavegna, presso Vigevano (all'epoca cittadina dello Stato sardo), da Giuseppe e Agostina Omodei Zorina, Omodei fu avviato agli studi di retorica e filosofia a Torino, sotto la tutela di un suo zio frate domenicano.
Incline alle scienze fisiche e naturali, si trasferì a Pavia dove intraprese gli studi di Medicina e Chirurgia, seguendo le orme del padre. Istruito da maestri come Antonio Scarpa, Luigi Valentino Brugnatelli e Giuseppe Nessi, ottenne la laurea nel marzo del 1810.
In cerca di scuole più tranquille, lontano dai subbugli delle rivoluzioni dei sistemi medici della città lombarda, si trasferì dapprima in Germania e poi a Vienna, ospite di Johan Peter Frank, che divenne suo maestro nella pratica medica, oltre che fidato amico.
Ritornato in Italia, si stabilì a Milano, dove cominciò la sua brillante carriera e acquisì fama, al punto che nel 1804 fu nominato medico militare di Milano e medico dell'orfanotrofio e delle carceri, per poi essere assunto, nel 1811, all'ospedale di Ancona.

### La carriera editoriale e gli incarichi ufficiali
Accanto alla pratica medica, si dedicò alla stesura di opere in ambito sanitario. Nel 1806 pubblicò Polizia economico-medica delle vettovaglie, e nel 1807 Sistema di polizia medico-militare: con la prima opera si propose di trattare dei mezzi per conservare la salubrità dei viveri per le armate; la sua attenzione si sofferma in particolare sulla qualità degli alimenti e delle bevande, sul modo in cui essi devono essere amministrati e somministrati; della seconda, che doveva contenere quattro sezioni, è stato pubblicato solo il primo tomo. Essa si costituisce come un'attenta descrizione dei sistemi militari del tempo. L'attenzione del medico-giornalista si concentra sulla vita dei soldati durante e al di fuori dell'esercizio militare; ne osserva l'abbigliamento, l'armatura, i cibi e le bevande, gli incarichi in tempo di pace, gli accampamenti, gli assedi, le battaglie, la tumulazione dei cadaveri, sotto una luce politico-medica. L'opera doveva poi concludersi con una sezione sugli ospedali militari.
Nel 1812 fu richiamato come medico consulente presso il Ministero della Guerra e in seguito come medico maggiore presso l'ospedale di Milano. Il 9 agosto 1814, a causa di un decreto della Reggenza di Governo che escludeva i forestieri dai pubblici uffici, fu congedato dall'incarico; successivamente venne ascritto tra i sudditi austriaci.
Acuto osservatore dei casi medici e umani, a partire dal 1816 propose tavole statistiche che confluirono negli Annali Universali di Medicina, contenenti provvedimenti e consigli per agevolare i suoi colleghi e trasmettere il sapere medico con la massima chiarezza ed efficienza. Destinata ad influenzare i giovani medici, l'opera, continuata nel corso del XIX secolo dal suo collega e amico Carlo Ampelio Calderini e terminata nel 1874, consta oggi di 230 volumi. Nell'opera confluirono alcuni suoi importanti scritti precedenti, come Cenni sull'ottalmia contagiosa di Egitto e sulla sua propagazione in Italia, tradotta in molti paesi ed impugnata da magistrati e giudici. Omodei, infatti, pubblicò l'opuscolo in risposta a Storia dell'ottalmia contagiosa di Ancona di Francesco Vasani, in cui l'autore accusava il Ministero della guerra e gli Ufficiali della sanità di non essere riusciti ad ostacolare l'insorgere dell'epidemia, e a cui Omodei propose valide argomentazioni che dimostrarono l'inconsistenza delle sue accuse.
La febbre petecchiale che colpì la Lombardia nel 1817 gli fornì l'occasione di scrivere Del governo politico-medico del morbo petecchiale, con un prospetto nosografico-statistico-comparativo della febbre petecchiale che ha regnato epidemicamente nella Lombardia dell'anno 1817; per uso de' medici e de' magistrati deputati alla sopraintendenza della pubblica salute e, in qualità di medico della Commissione provinciale di Sanità, di erigere depositi Comunali per i petecchiosi.
Nell'aprile del 1821 cessò le funzioni di medico sanitario; tuttavia l'I.R. Governo non mancò di richiedere il suo parere in affari di pubblica salute, sicché venne inserito nella Commissione sanitaria governativa riunitasi per prendere provvedimenti sul colera che si temeva potesse dilagare nel Paese.

### Gli ultimi anni
Nel mezzo della sua vita fu colto da nevralgia e nel 1836 da infermità alle mani che rese particolarmente travagliati gli ultimi anni della sua vita e che lo accompagnò fino al 23 gennaio 1840, quando morì a 61 anni. Fu sepolto al cimitero di San Gregorio fuori da Porta Venezia, non più esistente.
Indulgente verso i giovani praticanti e critico severo, per tutta la sua vita il dottor Omodei si distinse per uno squisito tatto nel discernere fatti e notizie inerenti alle scienze mediche, tanto da ricavarne un corpus di utili dottrine pratiche. Oltre alle occupazioni ufficiali, non cessò mai di essere un umile dottore sempre attento alle richieste dei malati che sapeva accogliere con professionalità ed umanità.

## Opere principali
- Polizia economico-medica delle vettovaglie (1806)
- Sistema di polizia medico-militare (1807)
- Cenni sull'ottalmia contagiosa di Egitto e sulla sua propagazione in Italia (1816)
- Annali Universali di Medicina (1816-1874)
- Del governo politico-medico del morbo petecchiale, con un prospetto nosografico-statistico-comparativo della febbre petecchiale che ha regnato epidemicamente nella Lombardia dell'anno 1817; per uso de' medici e de' magistrati deputati alla sopraintendenza della pubblica salute (1817)